# Vitale II Michiel
Vitale II Michiel (zm. 28 maja 1172) – doża Wenecji od 1156 do 1172.